# Boisset-les-Prévanches
Boisset-les-Prévanches är en kommun i departementet Eure i regionen Normandie i norra Frankrike. Kommunen ligger i kantonen Pacy-sur-Eure som tillhör arrondissementet Évreux. År 2022 hade Boisset-les-Prévanches 489 invånare.

## Befolkningsutveckling
Antalet invånare i kommunen Boisset-les-Prévanches
Referens:INSEE